# Andrij Pilschtschykow

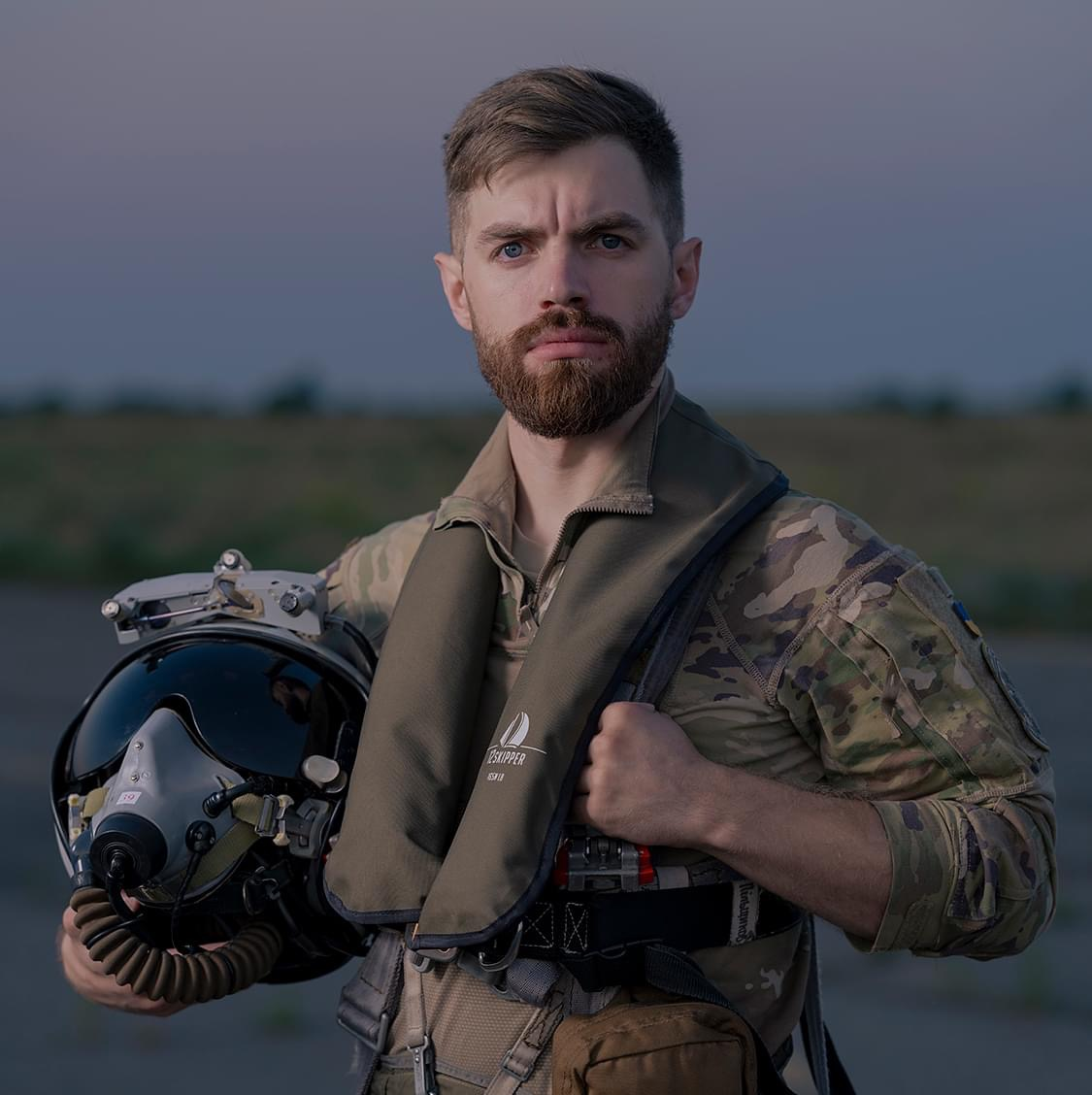
Andrij Pilschtschykow (2023)

Andrij Boryssowytsch Pilschtschykow (ukrainisch Андрій Борисович Пільщиков, * 3. Februar 1993 in Charkiw; † 25. August 2023 bei Sinhury, Rajon Schytomyr) war ein ukrainischer Kampfpilot.

## Leben
2010 schloss er das Gymnasium ab und trat in die Nationale Universität für Luft- und Raumfahrt ein. Von 2011 bis 2016 studierte er an der Nationalen Luftwaffenuniversität Iwan Koschedub in Charkiw, wo er das Fliegen der MiG-29 lernte. Er wurde aufgrund seiner Fähigkeiten als Ausbilder für bestimmte Kurse eingesetzt, obwohl er noch Kadett war. Nach seinem Abschluss diente er in der 40. Taktischen Flugbrigade der Ukrainischen Luftstreitkräfte in Wassylkiw und erreichte dort den Rang eines Hauptmanns. 2019 reiste er nach Kalifornien, wo er ein Praktikum beim 144. Jagdgeschwader der California Air National Guard in Fresno absolvierte und das Fliegen der F-15 lernte. Er war ein Befürworter innovativer Veränderungen in den Streitkräften der Ukraine und der Einführung westlicher Militärstandards. 2021 trat er aus dem Dienst aus und arbeitete bei Ukroboronprom als Organisator für Export-Import-Verträge.
Im Februar 2022 meldete er sich wegen des russischen Überfalls erneut zum Dienst und flog über 100 Kampfeinsätze. Bis zum 7. Mai 2022 hatte er 500 Stunden Kampfflugzeit absolviert. Aufgrund seines Interesses an der Modernisierung der ukrainischen Luftwaffe und seiner guten Englischkenntnisse wurden Pilschtschykow und eine Gruppe seiner Kollegen nach Washington, D.C., entsandt, um die Notwendigkeit der Versorgung der Ukraine mit F-16-Kampfflugzeugen zu verdeutlichen. Nach seinem Besuch im Kongress der Vereinigten Staaten wurde der „Ukraine Fighter Pilots Act“ eingeführt. Dieses Gesetz erlaubt die Bereitstellung von Unterstützung und Ausbildung für ukrainische Militärpiloten und andere ukrainische Streitkräfte, die an der Steuerung oder Wartung von F-15- und F-16-Flugzeugen beteiligt sind.
Am 25. August 2023 starb er während einer Übung am Himmel aufgrund einer Kollision mit einem anderen Kampftrainingsflugzeug. Die Verabschiedung fand am 26. August 2023 in der Auferstehungskathedrale statt und er wurde in Askolds Grab beigesetzt. Er wurde posthum zum Major befördert.

### Geist von Kiew

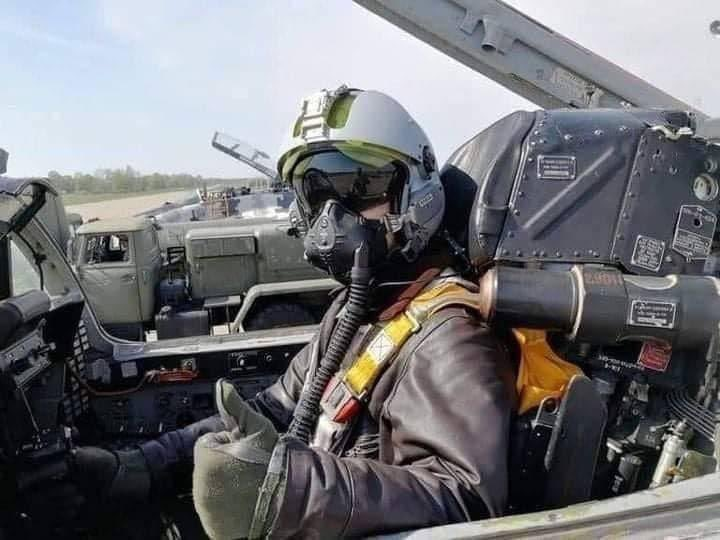
Pilschtschykow als „Geist von Kiew“

Zu Beginn des russischen Überfalls entstand die moderne Sage vom Geist von Kiew. Er wurde als MiG-29-Pilot beschrieben, der im Alleingang ungefähr 40 russische Flugzeuge abgeschossen haben soll. Petro Poroschenko veröffentlichte am 25. Februar 2022 auf Twitter ein Foto eines nicht näher identifizierbaren Piloten, den er den „Geist von Kiew“ nannte und das in ukrainischen und ausländischen Medien veröffentlicht wurde. Bei dem Foto handelt es sich um eine Aufnahme von Pilschtschykow aus dem Jahr 2019, das damals vom ukrainischen Verteidigungsministerium veröffentlicht wurde.
Laut seinem ehemaligen Mentor hatte Pilschtschykow die Idee für den Geist von Kiew und er erklärte sie folgendermaßen:

„Die Kommandeure billigten diese Idee als Trolling gegenüber den Russen, die behaupteten, sie hätten am ersten Kriegstag die gesamte Luftfahrt zerstört. Und Andrij, der einen so bissigen Trolling-Stil hatte, sagte: „Und hier sitzen wir auf genau den Flugzeugen, die sie zerstört haben, die es gar nicht gibt – wir kämpfen so heftig gegen sie. Und wer sind wir? Geister!““

Seit 2024 trägt die 40. Taktische Flugbrigade den Ehrentitel „Geist von Kiew“.

## Auszeichnungen
- Orden für Tapferkeit 3. und 2. Klasse (2022, 2023)[1]
- Held der Ukraine (2024)[1]